# Departamento de Lom-et-Djérem
Lom-et-Djérem es un departamento de la región Este de Camerún. En noviembre de 2005 tenía una población censada de 275 784 habitantes.
Está formado por los siguientes municipios:
- Bélabo 30,953
- Bertoua I 52,355
- Bertoua II 42,534
- Bétaré-Oya 41,173
- Diang 15,795
- Garoua-Boulaï 41,388
- Mandjou 17,097
- Ngoura 34,489